# Pseudostenophylax transbaicalensis
Pseudostenophylax transbaicalensis är en nattsländeart som beskrevs av Wolfram Mey 1994. Pseudostenophylax transbaicalensis ingår i släktet Pseudostenophylax och familjen husmasknattsländor. Inga underarter finns listade i Catalogue of Life.